# Alaena ochracea
Alaena ochracea är en fjärilsart som beskrevs av Butler 1893. Alaena ochracea ingår i släktet Alaena och familjen juvelvingar. Inga underarter finns listade i Catalogue of Life.